# 4. motorizirana gardijska brigada "Pauci"
Četvrta gardijska brigada, poznata i po poslijeratnom nazivu "Pauci", bila je elitna postrojba Hrvatske vojske čiji je doprinos za vrijeme Domovinskog rata nemjerljiv.

## Naziv
Pred sam kraj Domovinskog rata u operaciji "Južni potez" 9. listopada 1995. u mjestu Podrašnica, u blizini Mrkonjić Grada, poginuo je jedan od najvećih heroja četvrte brigade, tenkist general Andrija Matijaš Pauk, po kojem je brigada nakon toga prozvana "Pauci".

## Povijest

### Osnutak
Četvrta gardijska brigada osnovana je 28. travnja 1991. godine u jeku priprema za ustrojavanje ZNG-a, nakon samog početka agresije na Republiku Hrvatsku. Brigada je bila sastavljena od skupine redarstvenika (njih 130) koji su izašli iz središta za izobrazbu postrojba za posebne namjene MUP-a PJP Kumrovec. U Split su stigli 30. svibnja 1991. godine u Hotel Split. Većina je bila iz Livna, zatim iz Tomislavgrada, Kupresa, Širokog Brijega, Trebižata, Ljubuškog, Stoca i Bugojna. Prva baza (30. svibnja 1991.) im je bila hotel Split (nekoliko dana), a zatim se sele u hotel Resnik u Resniku. U Resniku se osniva 1. bojna kojoj je zapovjedao Gento Međugorac, a zamjenik je Ivan Zelić. Prvoutemeljena satnija je bila sastavljena od navedenih pripadnika i nosila je naziv Druga (tako su došli iz MUP-a) i zapovjednik je bio Ilko Pavlović. S drugoutemeljenom satnijom naziva Prva zapovjedao je Joško Macan. Nakon nekog vremena im se pridružuju dragovoljci iz Kaštela, a zatim i iz drugih mjesta, ta satnija je utemeljena kao Treća i vodi je Mario Udiljak. Dio pripadnika tijekom šestog mjeseca odlazi u Imotski gdje utemeljuju-pojačanje 3. bojne, dio u Vrliku i Sinj koji utemeljuju-pojačavaju drugu bojnu, dio odlazi za Metković i Dubrovnik kako bi utemeljili postrojbe u navedenim mjestima. Druga satnija formalno ostaje bez vojnika te je dobila zadaću da prebjege iz JNA obuči i od njih napravi satniju koja odlazi na prvu zadaću u Kruševo kod Zadra. Prvi ratni zapovjednici i suosnivači bili su general-bojnik Ivo Jelić i brigadir Mladen Bujas.

### Ratni put
Četvrta brigada je jedna od onih postrojba čiji pripadnici nisu imali vremena za obučavanje, pa je isto vršeno u hodu tijekom izvršenja zadaća koje su postavljane pred njih. Sve borbene zadaće brigada je izvršavala pod geslom In hoc signo vinces (U ovom znaku pobjeđuješ), a prvi borbeni zadatak brigade je bila akcija oslobađanja Kruševa, koji je uspješno izvršen u srpnju 1991. godine. Potom su uslijedile obrambene, ali i oslobodilačke akcije od Zadra, Sinja, Drniša, Šibenika, Vodica, do oslobađanja Dubrovnika i dubrovačkog zaleđa u akcijama Tigar i Vlaštica. Nakon Dubrovnika i južnog bojišta brigada je preustrojena i dobiva naziv "gardijska" sudjeluje u operaciji Maslenica koju je kao i sve operacije prije uspješno izvršila. Nakon Maslenice brigada sudjeluje u akcijama Zima '94. Dinara, Livanjsko Polje, Skok-1 i Skok-2, Ljeto '95., a potom u akcijama Oluja i Operacija Maestral, te završna operacija Južni potez. Tadašnji Ministar obrane Gojko Šušak je za 4. gardijsku brigadu izjavio: "Hrvatska vojska u svom sastavu ima 7 gardijskih brigada, sve dobro obučene i naoružane, ali samo je jedna koja je udarna, a to je Četvrta gardijska brigada".
Četvrta gardijska brigada u svom sastavu ima tri pješačke bojne, oklopno-mehaniziranu bojnu, izvidničku satniju, satniju veze, logističku satniju, samohodni protuoklopni raketni divizijun. Borbena formacija brigade je zračno-desantna postrojba i vizualna oznaka brigade je crvena beretka.
U ratnim operacijama poginula su 194 gardista ove postrojbe, čije su slike postavljene u spomen-kapeli vojarne Sveti križ na Dračevcu u Splitu. Pet gardista se vodi kao nestali, a gotovo 1500 je ranjenih. 4. gardijska brigada je elitna profesionalna vojna postrojba HV iz Domovinskog rata. Kroz Četvrtu gardijsku brigadu u Domovinskom ratu prošlo je do sedam tisuća gardista.
Brigadom su od njezina osnutka zapovijedali ratni zapovjednici: general Ivo Jelić, general Mirko Šundov i general Damir Krstičević. Mirnodopski zapovjednici 4. brigade su bili stožerni brigadir Ante Kotromanović i brigadir Zvonko Asanović, brigadir Blaž Beretin.

### Poslijeratni preustroj
Preustrojem Hrvatske vojske 2008. godine 4. gardijska brigada postala je dijelom nove Gardijske mehanizirane brigade kao 2. motorizirana bojna "Pauci". U sastav novoustrojene brigade ušli su i pripadnici 1. gardijske brigade "Tigrovi", 2. gardijske brigade "Gromovi" te 9. gardijske brigade "Vukovi".
Godine 2013. preimenovana je u 3. mehaniziranu bojnu "Pauci" Gardijske mehanizirane brigade.

## Himna Postrojbe
Poklonimo se Domovini

Resnik ih skupi ko' draga mati

na zov Domovine.

I mladost jurnu na put do sunca,

slobodu braniti.

Bije boj za mir, za san,

ide četvrta, stupa noć i dan.

Kruševo i Sinj

Unešić i Ston.

Križni put je to, pobjeda i tron.

Ide četvrta na dušmana,

zove Domovina.

Padoše mnogi za mir svet,

poklonimo se.

Spokoj svim zemlja nek' da,

svim junacima.

Jer ostvaren je tisućljetni san,

sad Hrvatska je tu.

Neka zvone zvona pobjede za Domovinu.

## Zanimljivosti
- Na poticaj Petra Bakotića, vodnika Brigade, a uz podršku zapovjednika Ive Jelića, na Poljudu je 8. veljače 1992. odigrana revijalna utakmica između Hajduka i 4. brigade ZNG-a, pred četiri tisuće navijača. Hajduk je pobijedio pogodcima Harija Vukasa ('22.) i Ante Miše ('35. i '58.). Zanimljivo je kako je prvi udarac lopte izvela gardistica Marija Ažić. Hajduk je utakmicu odigrao s prvim sastavom (Bilić, Kozniku, Erceg, Mornar, Jeličić). Događaju je prisustvovao i Marko Perković, s izvedbom Bojne Čavoglave.[2]

## Vanjske poveznice
Mrežna mjesta
- Udruga veterana 4. gardijske brigade, službeno mrežno mjesto